# كيلي سكوت
كيلي سكوت (بالإنجليزية: Kyle Scott)‏ (22 ديسمبر 1997 بباث في المملكة المتحدة - ) هو لاعب كرة قدم إنجليزي وأمريكي في مركز الوسط. لعب مع نادي تلستار ‏.

## وصلات خارجية
- كيلي سكوت على موقع الاتحاد الأوربي (الإنجليزية)
- كيلي سكوت على موقع الدوري الأمريكي (الإنجليزية)
- كيلي سكوت على موقع قاعدة بيانات كرة القدم.إي يو (الإنجليزية)
- كيلي سكوت على موقع Soccerbase.com (لاعب) (الإنجليزية)
- كيلي سكوت على موقع Soccerway.com (الإنجليزية)
- كيلي سكوت على موقع عالم كرة القدم.نت (الإنجليزية)